# Caritasbrønden
La Caritasbrønden es la fuente más antigua de Copenhague, Dinamarca. Fue construida en 1608 por Christian IV y se encuentra en Gammeltorv, que ahora forma parte de la zona peatonal Strøget. Es considerada uno de los monumentos renacentistas más finos de la ciudad.
Las Caritasbrønden es el resultado de una reubicación y modernización de una fuente mayor construida por Federico II. Se previó la construcción de un tubo de agua de seis km desde del lago Emdrup al norte de la ciudad de Gammel Torv.